# 나가사와 마쓰다이라가
나가사와 마쓰다이라가(일본어: 長沢松平家)는 가와치 겐지(河内源氏)라 여겨지는, 마쓰다이라 종가에서 파생한 마쓰다이라 지류인 18 마쓰다이라의 하나이다. 나가사와 성(미카와국 호이 군 나가사와, 현재의 아이치현 도요카와시豊川市 나가사와 정)을 본거지로 했기 때문에, 나가사와 마쓰다이라 가라고 칭했다. 마쓰다이라 마사쓰나(松平正綱) 이후는, 셋쓰 겐지(摂津源氏)라 여겨지는 오코치 씨(大河内氏)가 양자로 들어왔기 때문에, 나가사와 마쓰다이라 가라고 하면 오코치 마쓰다이라 가를 가리키는 경우가 많다. 마쓰다이라 이즈노카미(松平伊豆守)는 오코치 계의 나가사와 마쓰다이라 가의 다이묘이다. 단, 오코치 씨 계가 아닌 나가사와 마쓰다이라 가도 존속하고 있다.

## 비 오코치계 나가사와 마쓰다이라가
나가사와 마쓰다이라 가는 마쓰다이라 종가의 초대 마쓰다이라 지카우지의 손자(이설 있음)인 3대 마쓰다이라 노부미쓰의 아들(몇째인지에 대해서 이설 있음) 지카노리(親則)를 시조로 한다. 본거지는 나가사와 성이었다. 이 나가사와 성은 현재의 도요카와 시립 나가사와 소학교(아이치 현 도요카와 시 나가사와 정, 합병 전은 호이 군 오토와 정音羽町) 주변에 위치하였지만, 지금은 옛 도카이도 확장을 위한 국도 1호선 건설로, 성의 언덕은 남북으로 분단되어 있다.
나가사와 마쓰다이라 가는 종가의 기요야스·히로타다·이에야스의 3대의 시대는 중연(重縁)을 맺어, 마쓰다이라 지류의 가운데에서도 유력한 가문으로 주목받고 있었다. 7대 마사타다(政忠)의 처는 기요야스의 딸 우스이히메(薄井姫, 마사타다 전사 후는 사카이 다다쓰구酒井忠次와 재혼한다)이며, 8대 야스타다(康忠)의 처는 히로타다의 딸 야다히메(矢田姫)였다. 이로 보아 다른 지류에 비해 중시되었던 것 같다.
그러나 여기까지가 정점이었다. 마사타다는 오케하자마에서 전사하고, 야스타다도 이에야스의 장남 오카자키사부로 노부야스(岡崎三郎信康)의 가로가 되지만 노부야스의 할복에 의해 이에야스의 책망을 받아 은거, 이후 교토에 한가로이 지내며 생을 마친다. 또 야스나오(康直)는 이에야스의 조카에 해당하여 간토 입국 후에 무사시 후카야(深谷) 1만 석을 받게 되었지만, 25세로 후계자가 없이 요절해 가명이 끊기고 말았다.
이에 이에야스는 나가사와 마쓰다이라의 가명을 아까워 하여 자식인 마쓰치요(松千代)·가즈사노스케 다다테루(上総介忠輝)에게 그 가명을 계승하게 했다. 하지만 마쓰치요는 요절하고, 다다테루는 아버지 이에야스의 노여움을 사 1616년(겐나 2년)에 다다테루의 배다른 형인 쇼군 도쿠가와 히데타다에 의해 가이에키(改易) 후 절가(絶家) 되었다. 그리하여 나가사와 마쓰다이라의 가명은 단절되고 하찮은 하타모토로 남게 된다.
그러나 이 나가사와 마쓰다이라의 가명을 계승한 가문이 남아있었다. 야스나오의 요절 후, 아버지 야스타다는 교토에서 한가로이 지내고 있었지만, 딸과 지족의 마쓰다이라 다다나오(松平忠直)와의 사이에 태어난 손자 이치로우에몬 나오노부(市郎右衛門直信)를 자신의 양자로 들여, 선조 대대의 물건·종가로부터의 문서·하사품과 은거한 영지를 양도하여, 적류의 직계가 일단 존속할 수 있었다.
그 후 친척 다이묘와 하타모토들의 신세를 지면서 에도와 미카와의 재지를 왕복하며, 자주 쇼군 가(将軍家)에 가문 재흥을 요청했지만 쉽게 허락받지 못했다. 그러던 중 1719년(교호 4년)에 당주 마사오키(昌興)의 아들 지카타카(親孝)가 신상서(申上書)를 성문 앞에 버린다고 하는 목숨을 건 수단에 의해 막부도 채택하지 않을 수 없게 되어, 가까스로 나가사와 마쓰다이라가 혈통의 가문으로 인지되었다.
인지된 후는 5년에 한 번 참부(参府)하여 헌상품을 바치고 데이칸노마(帝鑑間)에서 알현을 거듭했던 것으로 여겨져, 일단 막신(幕臣)으로 취급되고 있었던 것 같지만, 가록(家禄)을 얻을 수 있었던 것은 아니었다. 막부도부터 나카네 촌(中根村)에 11정보의 잔디밭(후에 선조의 땅인 나가사와 촌과 토지를 교환함)을 받고, 전답의 개발과 저택의 건축 비용으로 백은 백매를 받았지만, 가록이 없는 불안정한 상태였다.
1834년(덴포 5년), 다다미치(忠道)의 때에는 겨우 열 명분의 녹미를 받아, 아우 다다토시(忠敏)가 고부쇼(講武所)에서 임시로 근무했다. 1859년(안세이 6년)에는 기리마이(切米) 3백 섬으로 가증되고, 정식으로 막신이 되어 고타이요리아이(交代寄合)에 준하는 대우를 받게 되었던 것 같다. 1866년(게이오 2년)에는 3백 석의 영지로 옮겨, 유신을 맞이했다.
막말의 당주 다다미치의 동생 다다토시는 문무에 뛰어난 준재로, 고부쇼의 검술사범에 임명되고, 와카에도 뛰어나 가쓰 가이슈도 다다토시에게 가르침을 받았던 실화가 있다고 한다. 그 후에는 로시구미(浪士組)·신초구미(新徴組) 등에서 중역을 맡았지만, 통칭을 지카노스케(主税助)에서 선조 다다테루와 같은 가즈사노스케로 고치는 등, 나가사와 마쓰다이라의 종가인 것과 마쓰다이라 다다테루의 후예라는 것을 꽤 의식하고 있었던 것 같다.
다다토시는 그 후 나가사와 마쓰다이라 가의 부흥을 바라여 고부쇼에서의 자리를 내팽개치고, 오와리도노(尾張殿)의 막하로 들어가 죠슈 정벌군에 몸을 맡겼지만, 소망을 완수하지 못했다. 유신 후는 와카에 밝은 사람으로서 궁내성에 출사했다고 한다.
다다토시의 뒤는 형 다다미치의 아들 다다노리(忠徳)가 계승해 그의 자손은 나가사와 현지에 지금도 거주하고 있다.
또 에치고 나가오카 번 마키노가(牧野家)의 가로, 이마이즈미씨(今泉氏)도 나가사와 마쓰다이라가 지류의 하나라고 여겨지고 있다.

## 나가사와 마쓰다이라가 역대 당주 (비 오코치계)
마쓰다이라 노부미쓰
1. 마쓰다이라 지카노리
2. 마쓰다이라 지카마스(松平親益)
3. 마쓰다이라 지카키요(松平親清)
4. 마쓰다이라 가쓰무네(松平勝宗)
5. 마쓰다이라 가즈타다(松平一忠)
6. 마쓰다이라 지카히로(松平親広)
7. 마쓰다이라 마사타다
8. 마쓰다이라 야스타다
9. 마쓰다이라 야스나오
10. 마쓰다이라 마쓰치요
11. 마쓰다이라 다다테루

### 절가 이후 야스타다의 양자 나오노부계
1. 마쓰다이라 야스타다
2. 마쓰다이라 나오노부
3. 마쓰다이라 마사오키[1]
4. 마쓰다이라 지카타카
5. 마쓰다이라 지카마사(松平親応)[2]
6. 마쓰다이라 지카요시(松平親芳)
7. 마쓰다이라 다다미치
8. 마쓰다이라 다다토시(松平忠敏)
9. 마쓰다이라 다다노리

## 오코치 마쓰다이라가 (오코치계 나가사와 마쓰다이라가)
마쓰다이라 야스나오의 병사 전인 1587년(덴쇼 15년), 도쿠가와 이에야스의 명으로 셋쓰 겐지의 후예 오코치씨 출신 마사쓰나가 나가사와 마쓰다이라 분가 출신 마사쓰구(正次)의 양자가 된다. 이 분가는 후에 오코치 마쓰다이라가라고 부른다. 이 마쓰다이라 마사쓰나의 조카가 마사쓰나의 양자가 되어 지혜로운 이즈(伊豆)로 명성을 떨친 노중 이즈노카미 노부쓰나(무사시 오시 번忍藩과 가와고에번川越藩의 번주)가 된다. 또 그의 후예로 작은 지혜 이즈라 일컬어지는 노중 이즈노카미 노부아키라(伊豆守信明, 미카와 요시다 번三河吉田藩주)도 나온다. 오코치 계 나가사와 마쓰다이라 가에서 다이묘가 3가문이 나오고, 하타모토 가문도 있었다. 메이지 유신 후, 오코치 계 나가사와 마쓰다이라 가는 모든 가문이 오코치 성(姓)으로 돌아갔다.

## 나가사와 마쓰다이라가의 다이묘
- 미카와 요시다 번(미카와 국) (오코치 계)
- 오타키번(大多喜藩, 가즈사국) (오코치 계)
- 다카사키번(高崎藩, 고즈케국) (오코치 계)
- 후카야 번(무사시 국) (비 오코치 계, 폐번 됨.)

## 같이 보기
- 18 마쓰다이라